# Sędziszów (stacja kolejowa)
Sędziszów – stacja kolejowa w Sędziszowie, w województwie świętokrzyskim, w Polsce.

## Opis
Według klasyfikacji PKP ma kategorię dworca lokalnego. Obsługuje międzyregionalny ruch pasażerski i towarowy. Posiada rozbudowaną infrastrukturę kolejową. Na stacji znajduje się budynek Zakładów Utrzymania Taboru kolejowego (parowozownia) i urządzenia do obsługi parowozów lecz są dzisiaj nieczynne. Przez stację przebiega Linia Hutnicza Szerokotorowa. Na stacji Sędziszów LHS znajduje się punkt przestawczy dla wagonów o różnym rozstawie szyn (1520 mm/1435 mm).

## Ruch pasażerski
| Rok  | Wymiana roczna | Wymiana pasażerska na dobę | Miejsce w Polsce |
| ---- | -------------- | -------------------------- | ---------------- |
| 2017 | 475 000        | 1300                       |                  |
| 2018 | 584 000        | 1600                       |                  |
| 2019 | 694 000        | 1900                       |                  |
| 2020 | 512 000        | 1400                       |                  |
| 2021 | 548 000        | 1500                       | 179              |
| 2022 | 620 500        | 1700                       |                  |
| 2023 | 620 500        | 1700                       |                  |